# Seuk Cukok
Seuk Cukok is een bestuurslaag in het regentschap Pidie van de provincie Atjeh, Indonesië. Seuk Cukok telt 280 inwoners (volkstelling 2010).